# カルメ・ルスカイェーダ
カルメ・ルスカイェーダ（カタルーニャ語: Carme Ruscalleda i Serra, カタルーニャ語発音: [ˈkaɾmə ruskəˈʎɛðə]: カルマ・ルスカリェーダ・イ・セラ, 1952年5月8日 - ）は、フランコ体制下のスペインのバルセロナ県サン・ポル・ダ・マール出身のカタルーニャの料理人。ミシュランガイドで計7つの星を得ており、スペインで初めて3つ星を獲得した女性シェフ、世界に4人しかいない女性3つ星シェフのひとりである。
出身地のサン・ポル・ダ・マールのレストラン「レストラン サンパウ」と日本の東京都にある「レストラン サンパウ東京」のオーナーシェフであり、高級ホテル「マンダリン・オリエンタル・バルセロナ」のレストラン「MOメント」(Moments)で料理長を務めている。「レストラン サンパウ」はミシュランガイドで3つ星を、「レストラン サンパウ東京」は2つ星を、「MOメント」は2つ星を獲得している。2010年時点ではミシュランガイドで計5つの星を得ていた世界唯一の女性料理人であり、2016年時点では計7つの星を得ている世界唯一の女性料理人である。

## 経歴

### 年表
- 1952年 : スペイン・バルセロナ県サン・ポル・ダ・マールに生まれる
- 1988年 : サン・ポル・ダ・マールに「レストラン サンパウ」が開店
- 2004年 : 日本の東京都中央区日本橋に「レストラン サンパウ東京」が開店
- 2010年 : バルセロナの「MOメント」シェフ長に就任
- 2018年：サン・ポル・ダ・マールに「レストラン サンパウ」が閉店
- 2019年：「レストラン サンパウ東京」が東京都千代田区平河町に移転

### 初期の経歴

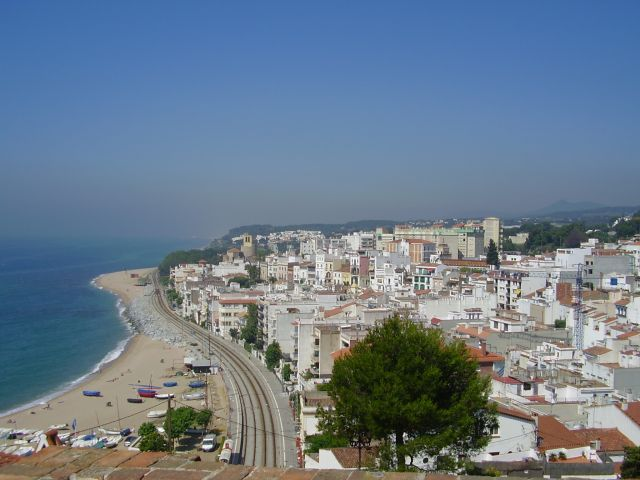
故郷であり「サンパウ」があるサン・ポル・ダ・マール

1952年にバルセロナ県サン・ポル・ダ・マールで農業と商業を営む家に生まれた。家からは地中海を見下ろすことができ、畑では野菜を栽培し、納屋では豚を飼育していた。幼少期にはアーティスト（画家）になることを漠然と夢見ていた。実家は次第に商売の手を広げ、ルスカイェーダが成人する頃には食料品店「ルスカイェーダ」となっていた。高校卒業後には実家で働き始め、料理が得意でなかった母親に代わって家族のための料理を作った。実家では商品取引や豚肉の加工技術などを学んだが、ルスカイェーダに料理学校やレストランなどで修行した経験はない。
1975年には同郷で幼馴染のトニ・バラムと結婚。1976年には長男が、1982年には長女が生まれ、長男のラウルはルスカイェーダと同じく料理人となっている。サン・ポル・ダ・マールはバルセロナから鉄道で1時間ほどの距離にある小さな町であるが、バルセロナに住む富裕層が別荘を構える行楽地でもあり、舌の肥えた客が多くいた。夫妻は食料品店「ルスカイェーダ」を、高品質の野菜や果物、近くの農場で生産されるチーズやワイン、豚肉製品やフォアグラの瓶詰などを売る真のデリカテッセン販売店に変化させていき、ルスカイェーダがつくる惣菜料理は評判を得た。店の上階には200m2ほどのスペースがあり、下階で販売している惣菜料理が食べられるビストロに改装する計画を立てた。

### レストラン サンパウ開店

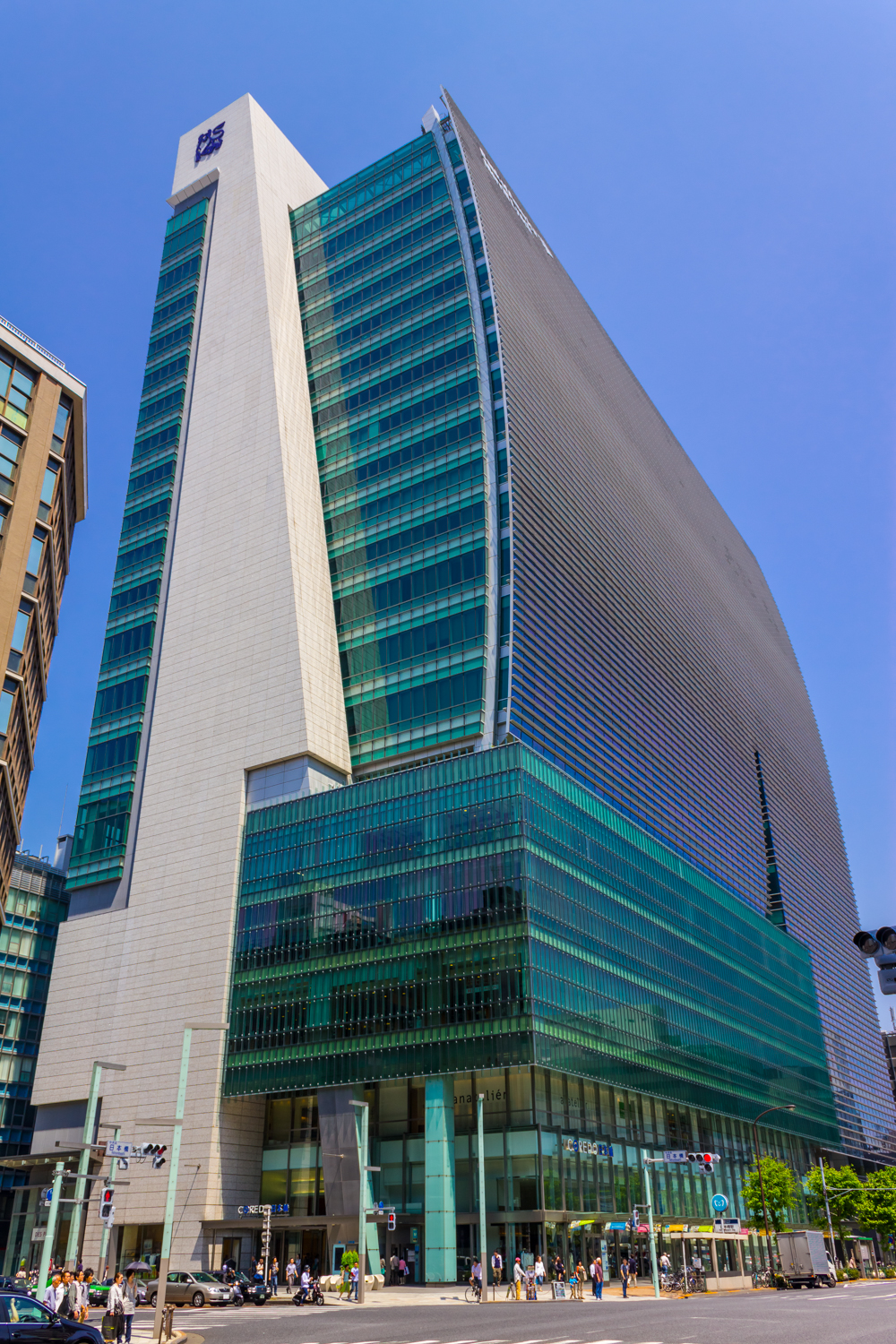
「サンパウ東京」があるコレド日本橋

ビストロの工事が始まるわずか15日前、食料品店の向かいにあった安ホテル「オスタル・サンパウ」が売りに出された。ルスカイェーダ夫妻はビストロの工事を中止し、地中海を見渡すことのできる庭付きの建物を手に入れる。この建物は19世紀に建設されたタウンハウスであり、1960年代に安ホテル(Hostal)に転換されて夏季の間だけ営業していたのだった。ルスカイェーダ夫妻はこの建物をレストランに改装し、1988年7月に「レストラン サンパウ」を開店させた。
この時点でルスカイェーダは30代後半であり、10代のうちからこの世界に入る一般的な料理人とはかなり異なっていた。開店後の2か月間や冬季には何日間も客が来ないこともあった。開店当初の「サンパウ」は9卓36席を8人のスタッフでやりくりしており、今日よりもシンプルな料理を提供していた。食料品店を併設していたことが経営面の支えとなった。
1990年春にはカタルーニャ州最大手紙のラ・バングアルディア紙で「レストラン サンパウ」が特集され、エル・ビアヘーロ誌にコメントが掲載された。これらが契機となって客数が増え、地元以外にバルセロナやスペインの他地域からも客がやってくるようになった。1990年（1991年版）には初めてミシュランガイドの1つ星を獲得。その直後の1992年9月にはセビリア万国博覧会のカタルーニャ州パビリオン料理長に選ばれ、同年12月にはカタルーニャ州政府によって観光大使に選ばれた。
1996年（1997年版）にはミシュランガイドで2つ星に昇格し、世界中からの注目を集めた。この翌年にはフェラン・アドリアの「エル・ブジ」が3つ星を獲得しており、カタルーニャ地方の先鋭的な料理が世界の料理界に衝撃を与えている。1997年にはスペインで発行されている観光グルメガイド『グルメツアー』誌の年間最優秀レストランに選ばれた。1998年にはスペイン美食アカデミーによるスペイン国民料理賞を受賞した。2001年には国際女性企業家財団(FIDEM)による女性企業家賞を受賞した。2006年時点で「レストラン サンパウ」の座席数は開店当初と変わらず36席だが、スタッフの数は8人から30人に増えている。

### レストラン サンパウ東京開店
ルスカイェーダは他地域への2号店の出店を何度も断っていたが、株式会社グラナダの仲介で日本への出店を決意。2004年3月30日には東京都中央区日本橋（コレド日本橋）に「レストラン サンパウ東京」を開店させた。オリーブオイル、調味料、アンチョビなどはスペインから輸入している一方で、肉類や魚類は基本的に日本産の素材を使用している。東京店はルスカイェーダの代わりにジェローム・キルボフがエグゼクティブシェフを務めているが、ルスカイェーダは最低でも年2回は東京店を訪れて指導している。
2006年には東京店がルレ・エ・シャトー、2007年にはスペイン文化省によるスペイン芸術功労賞を受賞した。2010年に高級ホテル「マンダリン・オリエンタル・バルセロナ」がオープンすると、レストラン「MOメント」のシェフ長に就任し、息子のラウル・バラムとともに働いている。
2018年10月27日をもって、サン・ポル・ダ・マールの「レストラン サンパウ」が閉店した。
2019年3月28日、「レストラン サンパウ東京」が東京都千代田区平河町のザ・キタノホテル 東京に移転した。

## 特徴

カタルーニャ州

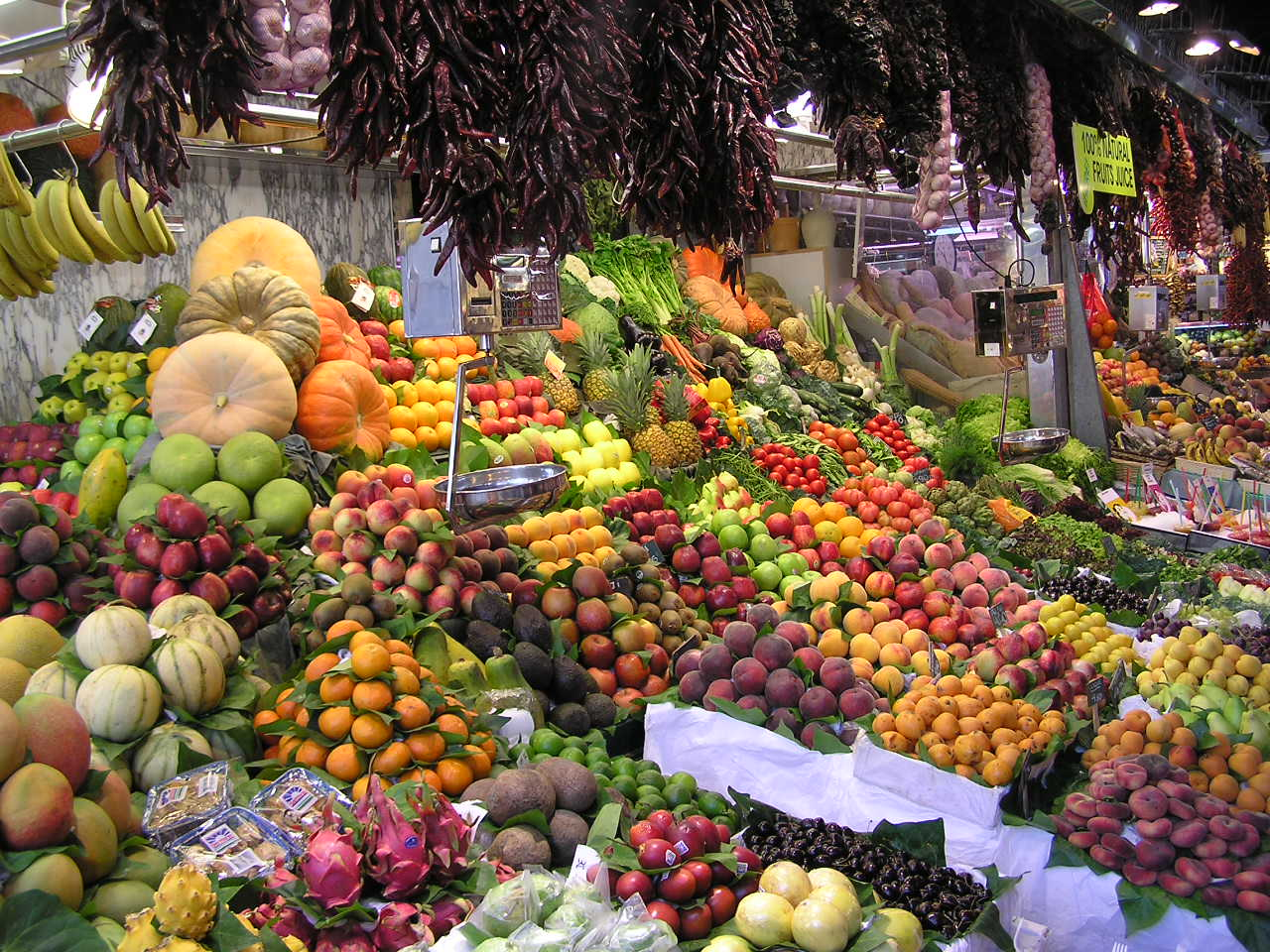
カタルーニャ料理の食材

ルスカイェーダの料理は家庭料理とカタルーニャの伝統料理が基礎にあり、自身の料理を「両親、周囲の人々から学び、独自の工夫を加え、ヨーロッパの偉大なシェフたちから教わった家庭料理」と定義している。ルスカイェーダの料理は「食べるアート」と称される。
「レストラン サンパウ」の客席は35席であり、30人を超えるスタッフによって運営されている。1週間に5日間営業しており、昼と夜で1回転ずつ客を受け入れる。1年間に1か月半の長期休暇をとる。営業用の厨房とは異なる研究開発用の厨房で新メニューの開発に取り組んでいる。アラカルトとコースメニューの双方を用意している。
2000年以降には地中海料理に関する多くの料理本を出版しており、『Cuinar per ser feliç』（幸せになるための料理、2001年）などがある。英語では『Carme Ruscalleda's Mediterranean cuisine』（カルメ・ルスカイェーダの地中海料理、2007年）などが出版されている。2013年にはアンチエイジングに焦点を当てた料理本『Receptes Antiaging. Gastronomia i Ciència』を医師のマヌエル・サンチェスとともに出版した。
2000年にはジャウマ・コイが、ルスカイェーダの人生に焦点を当てた『Carme Ruscalleda: Del plato a la vida』（カルメ・ルスカイェーダ: 皿から人生へ）を出版した。2001年にはペラ・ビラーが、「Carme Ruscalleda」というタイトルのサルダーナ（カタルーニャ地方の伝統的舞踊）用の楽曲を作曲した。

## 評価

### 料理専門誌
「レストラン サンパウ」開店から2年半後の1990年（1991年版）には、ミシュランガイドで初めて1つ星を得た。イベリア半島版ミシュランガイドと呼ばれるレプソルガイドでは、1999年に最高評価の太陽3つを得た。1996年（1997年版）にはミシュランガイドで初めて2つ星を得て、2005年（2006年版）には初めて3つ星を得た。この年に3つ星を得たスペインのレストランは5軒のみであり、フアン・マリ・アルサック（レストランは同名）、サンティ・サンタマリアの「カン・ファベス」、フェラン・アドリアの「エル・ブジ」、マルティン・ベラサテギ（レストランは同名）と肩を並べた。
2016年版で3つ星を得ているスペインで8軒のレストランのひとつである。2004年に開店した「サンパウ東京」は、2007年の日本版ミシュランガイド（2008年版）創刊と同時に2つ星を得ている。
 ミシュランガイド
- 「レストラン サンパウ」
  - 1991年版-1996年版 1つ星
  - 1997年版-2005年版 2つ星
  - 2006年版-2016年版 3つ星
- 「レストラン サンパウ東京」
  - 2008年版-2011年版 2つ星
  - 2012年版-2013年版 1つ星
  - 2014年版-2016年版 2つ星
- 「MOメント」
  - 2つ星

 レプソルガイド
- 「サンパウ」
  - 1999年-2015年 太陽3つ

### 受賞
- カタルーニャ州政府 観光大使(1992)[18][17]
- スペイン美食アカデミー スペイン国民美食賞(1998)[17]
- インチャウロンド・ガストロノミー協会 金のシェフ賞(2000)[17]
- 国際女性企業家財団(FIDEM) 女性企業家賞(2001)[17]
- カタルーニャ州政府 サン・ジョルディ十字賞（スペイン語版）(2004)
- スペイン文化省 スペイン芸術功労賞（スペイン語版）(2007)
- スペインラジオ・テレビ協会連盟 金のマイク賞（スペイン語版）(2008)

## 書籍

### 著作
- 『Diez años de cocina en el Sant Pau』(1998、サンパウで料理した10年)[17]
- 『Cocinar para ser feliz』 (2001、幸せになるための料理)
- 『Un any amb Carme Ruscalleda』 (2004、カルメ・ルスカイェーダの一年)
- 『Cuina a casa』 (2005、家庭料理)
- 『La cuina més fàcil i moderna』 (2006、簡単・現代料理)
- 『Carme Ruscalleda's Mediterranean cuisine』 (2007、カルメ・ルスカイェーダの地中海料理)
- 『Receptes Antiaging. Gastronomia i Ciència』 (2013、アンチエイジング・レシピ、ガストロノミーと科学)[27]

### 伝記
- ジャウマ・コイ『Carme Ruscalleda: Del plato a la vida』 (2000、カルメ・ルスカイェーダ: 皿から人生へ)[17]

## 文献
- 『ふたつのサンパウ: TOKYO~SPAIN 奇跡の三ツ星レストランのすべて』ぴあ、2006年。
- 小林, 啓孝 (2015), “スペイン高級レストランにおける顧客吸引力の創造とディレンマ”, 早稲田商學 (早稲田商学同攻会) 444:  1-35